# استراتيجيات التزاوج البشري
في علم النفس التطوري وعلم البيئة السلوكي، استراتيجيات التزاوج البشري هي مجموعة من السلوكيات التي يستخدمها الأفراد لاختيار وجذب والاحتفاظ بالشركاء. تتداخل استراتيجيات التزاوج مع استراتيجيات الإنجاب، والتي تشمل مجموعة أوسع من السلوكيات التي تنطوي على توقيت التكاثر والمفاضلة بين كمية ونوعية النسل.

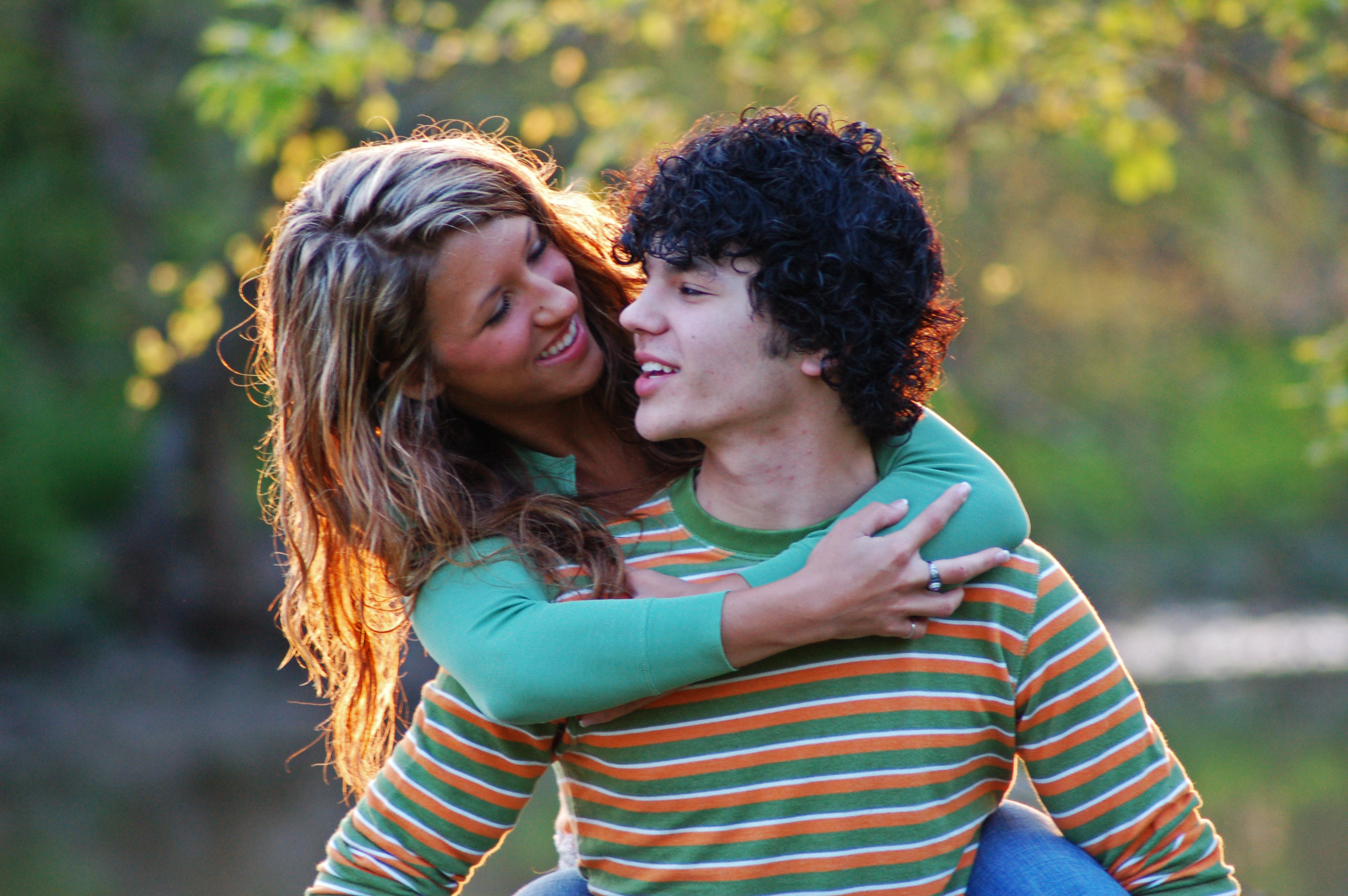
زوجان من البشر

بالمقارنة مع الحيوانات الأخرى، تُعد استراتيجيات التزاوج البشري فريدةً من نوعها في علاقتها مع المتغيرات الثقافية مثل مؤسسة الزواج. قد يبحث البشر عن الأفراد بقصد تكوين علاقة حميمة طويلة الأمد أو زواج أو علاقة غير رسمية أو صداقة. تُعد الرغبة البشرية في الرفقة إحدى أقوى الدوافع البشرية. إنها سمة فطرية للطبيعة البشرية وقد تكون مرتبطة بالدافع الجنسي. تشمل عملية التزاوج البشري العمليات الاجتماعية والثقافية حيث قد يلتقي شخص بآخر لتقييم مدى ملاءمته وعملية التودد وعملية تكوين علاقة شخصية. ومع ذلك، يمكن العثور على قواسم المشتركة بين البشر والحيوانات غير البشرية في سلوك التزاوج.

## خلفية نظرية

### الاستثمار الأبوي
يسترشد البحث في استراتيجيات التزاوج البشري بنظرية الانتقاء الجنسي، وعلى وجه الخصوص، مفهوم روبرت تريفيرز للاستثمار الأبوي. يعرّف تريفرز الاستثمار الأبوي بأنه أي استثمار من قبل الوالد في نسل فردي يزيد من فرصة النسل في البقاء على قيد الحياة (وبالتالي النجاح الإنجابي) على حساب قدرة الوالدين على الاستثمار في ذرية أخرى. عادة ما يختلف الدعم المقدم لكل نسل بين الوالدين الذكور والإناث، وهو ما يسمى الاستثمار الأبوي التفاضلي. افترض تريفرز أن الاستثمار الأبوي التفاضلي بين الذكور والإناث يقود عملية الانتقاء الجنسي. بدوره، يؤدي الانتقاء الجنسي إلى تطور ازدواج الشكل الجنسي في اختيار الشريك، والقدرة التنافسية، وعروض التودد.
الحد الأدنى من الاستثمار الأبوي هو أقل رعاية مطلوبة للتكاثر. لدى الإناث حد أدنى أعلى من الاستثمار الأبوي. عليهن الاستثمار في الإخصاب الداخلي والمشيمة والحمل، ويليها الولادة والرضاعة. ومع ذلك، لا يتعين على الذكور الاستثمار بنفس القدر، لكن العديد من الذكور يساهمون في استثمار كبير في نسلهم. بينما يمكن للذكور من البشر الاستثمار بكثافة في نسلهم أيضًا، إلا أن الحد الأدنى للاستثمار الأبوي لا يزال أقل من استثمار الإناث. بينما يتعين على الإناث الاستثمار على الأقل في الحمل، فإن الحد الأدنى من الاستثمار الأبوي للذكر هو خلايا الحيوانات المنوية.
يمكن النظر إلى هذا المفهوم نفسه من منظور اقتصادي فيما يتعلق بتكاليف الانخراط في العلاقات الجنسية. تتحمل الإناث تكاليف أعلى، لأنهن يحملن إمكانية الحمل من بين تكاليف أخرى. على العكس من ذلك، فإن الذكور لديهم تكاليف قليلة نسبيًا لممارسة الجنس. لذلك، توقع علماء النفس التطوري عددًا من الفروق بين الجنسين في سيكولوجية التزاوج البشري.

### استراتيجيات تاريخ الحياة
تساعد نظرية تاريخ الحياة على تفسير الاختلافات في توقيت العلاقات الجنسية وكمية الشركاء الجنسيين والاستثمار الأبوي. وفقًا لهذه النظرية، تمتلك الكائنات الحية إمدادات محدودة من الطاقة، تستخدمها لتطوير أجسامها. تُوضع هذه الطاقة في طيف نظري لكيفية إعطاء الكائنات الأولوية لاستخدام الطاقة. في أحد طرفي الطيف، يعطي الكائن الحي الأولوية لتسريع النمو البدني والوصول إلى النضج الجنسي بسرعة، وهو ما يعتبر إستراتيجية سريعة. بالإضافة إلى ذلك، تسعى الكائنات ذات الإستراتيجية السريعة إلى إقامة علاقات جنسية في وقت مبكر، ومع العديد من الشركاء واستثمار القليل في نسلهم. على الطرف الآخر من الطيف، هناك إستراتيجية بطيئة، حيث يعطي الكائن الأولوية لتطوير جسم عالي الجودة. تسعى كائنات الاستراتيجية البطيئة إلى إقامة علاقات جنسية لاحقًا، ومع عدد قليل من الشركاء، والاستثمار بشكل أكبر في نسلهم.
هذه الاستراتيجيات غير واعية وتساعد على زيادة النجاح التناسلي للكائن الحي في بيئة معينة. تحدد بيئات الطفولة المبكرة الإستراتيجية التي يتبعها الشخص دون وعي. في بيئة معادية، تزداد المخاطر وعدم القدرة على التنبؤ وبالتالي يكون البقاء على قيد الحياة أقل احتمالا من البيئات الآمنة. من المرجح أن يتبع كائن حي إستراتيجية سريعة في بيئة معادية من أجل الوصول إلى مرحلة النضج والتكاثر بسرعة. في البيئات الآمنة، من المرجح أن يتبع الكائن الحي إستراتيجية بطيئة لتطوير جسمه أولًا ثم التكاثر. تُحسَّن كل إستراتيجية لخصائصها البيئية المحددة. لذلك، تؤثر إستراتيجية تاريخ الحياة على إستراتيجية التزاوج للحيوان الفردي. طُبق هذا المفهوم على البشر أيضًا. بالإضافة إلى ذلك، هناك اختلافات في استراتيجيات تاريخ الحياة بين الأنواع وداخل تلك الأنواع.

## تشابهات الجنس

### المغازلة
يغازل للترابط أو للتعبير عن الاهتمام الجنسي. تفترض كيت فوكس، عالمة الأنثروبولوجيا الاجتماعية، نوعين رئيسيين من المغازلة: المغازلة من أجل المتعة والمغازلة بقصد. يمكن أن تحدث المغازلة من أجل المتعة بين الأصدقاء أو زملاء العمل أو الغرباء الذين يرغبون في التعرف على بعضهم البعض. هذا النوع من المغازلة لا يهدف إلى علاقة جنسية أو علاقة رومانسية، بل يزيد من الروابط بين شخصين.
تلعب المغازلة عن قصد دورًا في اختيار الشريك. يرسل الشخص الذي يغازل إشارات عن التوافر الجنسي إلى شخص آخر، ويأمل أن يرى مبادلة الاهتمام لتشجيع المغازلة المستمرة. يمكن أن تتضمن المغازلة إشارات غير لفظية، مثل تبادل النظرات، أو لمس اليد، أو لمس الشعر، أو الإشارات اللفظية، مثل الدردشة، والتعليقات اللطيفة، وتبادل أرقام الهواتف لتمكين مزيد من الاتصال.

### المواعدة
يواعد الناس لتقييم مدى ملاءمة بعضهم البعض كشريك في علاقة حميمة أو كزوج. قد تختلف قواعد المواعدة عبر الثقافات المختلفة، وقد تستبدل بعض المجتمعات عملية المواعدة بالمغازلة بدلًا من ذلك.

### التوفيق
في العديد من التقاليد الثقافية، قد يُرتب موعد من قبل طرف ثالث، والذي قد يكون أحد أفراد العائلة أو أحد المعارف أو خاطب المحترفين. في بعض الثقافات، قد يُرتب الزواج من قبل والدي الزوجين أو من قبل طرف خارجي. في عام 2000، أصبحت المواعدة عبر الإنترنت شائعة.